# Lepoglava
Lepoglava (in tedesco Schönhaupt) è una città della Croazia, nella regione di Varaždin.

## Economia

### Artigianato
Nella zona di Lepoglava è diffusa la nota e preziosa arte della lavorazione del pizzo, che tuttora viene insegnata e viene preservata con il marchio "merletto di Lepoglava". La caratteristica del pizzo di Lepoglava è quella di essere realizzato a fuselli sul tombolo, con disegni floreali molto elaborati e preziosi. Il merletto è realizzato interamente a mano da mani esperte; per la realizzazione di un centrino di soli 10 cm di circonferenza sono necessarie da 3 settimane a un mese di lavoro. Fra i più noti prodotti realizzati in pizzo vi sono i cerchi dai 10 ai 50 cm di circonferenza, i quadrati e i rettangoli dai 15x15 ai 60x80.
Il pizzo di Lepoglava è stato dichiarato dall'UNESCO patrimonio immateriale dell'umanità.